# Басанті Деві
Басанті Деві — індійська екоактивістка, яка займалася збереженням дерев в Уттаракханді. У 2016 році удостоєна найвищої жіночої нагороди в Індії — Нарі Шакті Пураскар.

## Життя
Деві провела юність поблизу Каусані в ашрамі Лакшмі, який є ашрамом Ганді для молодих дівчат, заснованим Сарлою Бен. Вона опинилася там у 1980 році після того, як її чоловік помер, оскільки вона була вдовою в дуже молодому віці після того, як вступила в шлюб у віці 12 років. До школи вона ходила до шлюбу, але вміла лише читати. В ашрамі вона продовжила навчання після досягнення 12-річчя і зацікавилася викладацькою діяльністю. Заробітна плата була поганою, але її батько схвалював роботу.
Вона стала екологом, займалася збереженням дерев в Уттаракханді.
Річка Косі є важливим ресурсом Уттаракханда. Річка є причиною великої повені в Біхарі, що може вразити десятки тисяч гектарів землі та мільйон людей. Деві прочитала статтю, в якій було підраховано, що якщо вирубка дерев буде продовжуватися нинішніми темпами, річка припинить своє існування через десятиліття. Вона пішла говорити з місцевими жінками, пояснивши, що це їхній ліс і їхня земля, і запитала, що вони будуть робити, коли річка висохне. Це почало переконувати людей.
Деві почала переговори. Було домовлено, що селяни та лісгоспи припинять рубку нової деревини. Селяни погодилися, що будуть спалювати лише старі дрова. Деві організували громадські групи, і жителі села зрозуміли, що їм потрібно берегти свої багатства, і вони будуть боротися з лісовими пожежами волонтерами. Наслідки були повільними, але зазначається, що джерела, які раніше висихали влітку, тепер працювали цілий рік. Більше того, ліс демонструє більшу різноманітність, з'являються більш широколистяні дерева, такі як дуб, рододендрон та рослини м'якої гірки.
У березні 2016 року Деві поїхала до Нью-Делі, де була нагороджена найвищою нагородою для жінок в Індії — Нарі Шакті Пураскар.